# Noriko Toda
Noriko Toda (japanisch 戸田 則子 Toda Noriko; * 3. Juni 1965) ist eine ehemalige japanische Eisschnellläuferin.

## Werdegang
Toda kam bei japanischen Meisterschaften einmal auf den zweiten Platz sowie dreimal auf den dritten Platz und startete international erstmals in der Saison 1983/84. Bei der Sprintweltmeisterschaft 1986 in Karuizawa belegte sie den 16. Platz und in der Saison 1987/88 bei den Olympischen Winterspielen 1988 in Calgary den 22. Platz über 1000 m sowie den 21. Rang über 500 m und bei der Sprintweltmeisterschaft 1988 in West Allis den 18. Platz. In den folgenden Jahren lief sie bei der Sprintweltmeisterschaft 1989 in Heerenveen auf den 17. Platz und bei der Sprintweltmeisterschaft 1991 in Inzell auf den achten Rang. In der Saison 1990/91 und 1991/92 nahm sie an insgesamt vier Läufen im Eisschnelllauf-Weltcup teil und erreichte dabei im Dezember 1991 in Albertville mit dem vierten Platz über 1000 m ihre beste Platzierung in dieser Rennserie. Dort errang sie bei den Olympischen Winterspielen 1992 jeweils den 23. Platz über 500 m sowie 1000 m. Letztmals international startete sie bei der Sprintweltmeisterschaft 1992 in Oslo und kam dabei auf den 13. Platz.

## Erfolge

### Olympische Spiele
- 1988 Calgary: 21. Platz 500 m, 22. Platz 1000 m
- 1992 Albertville: 23. Platz 500 m, 23. Platz 1000 m

### Mehrkampf-Weltmeisterschaften
- 1984 Deventer: 24. Platz Kleiner Vierkampf

### Sprint-Weltmeisterschaften
- 1986 Karuizawa: 16. Platz Sprint-Mehrkampf
- 1988 West Allis: 18. Platz Sprint-Mehrkampf
- 1989 Heerenveen: 17. Platz Sprint-Mehrkampf
- 1991 Inzell: 8. Platz Sprint-Mehrkampf
- 1992 Oslo: 13. Platz Sprint-Mehrkampf

## Persönliche Bestleistungen
| Disziplin | Zeit        | Datum            | Ort     |
| --------- | ----------- | ---------------- | ------- |
| 500 m     | 41,05 s     | 23. Februar 1991 | Inzell  |
| 1000 m    | 1:23,06 min | 23. Februar 1991 | Inzell  |
| 1500 m    | 2:30,64 min | 3. Februar 1983  | Morioka |